# Aurich
Aurich, en frisó i cooficial Auerk, és una ciutat del nord-oest d'Alemanya, que pertany a l'estat de la Baixa Saxònia, capital de la comarca del mateix nom Aurich, amb 41.489 habitants (desembre del 2015). És la segona ciutat de la Frísia Oriental en superfície després de Wittmund i en nombre d'habitants després d'Emden. Va ser la residència dels prínceps de Frísia Oriental, després seu l'administració prussiana i del Regierungsbezirk. També és la seu de l'Ostfriesische Landschaft, la mancomunitat dels tres districtes Aurich, Leer i Wittmund

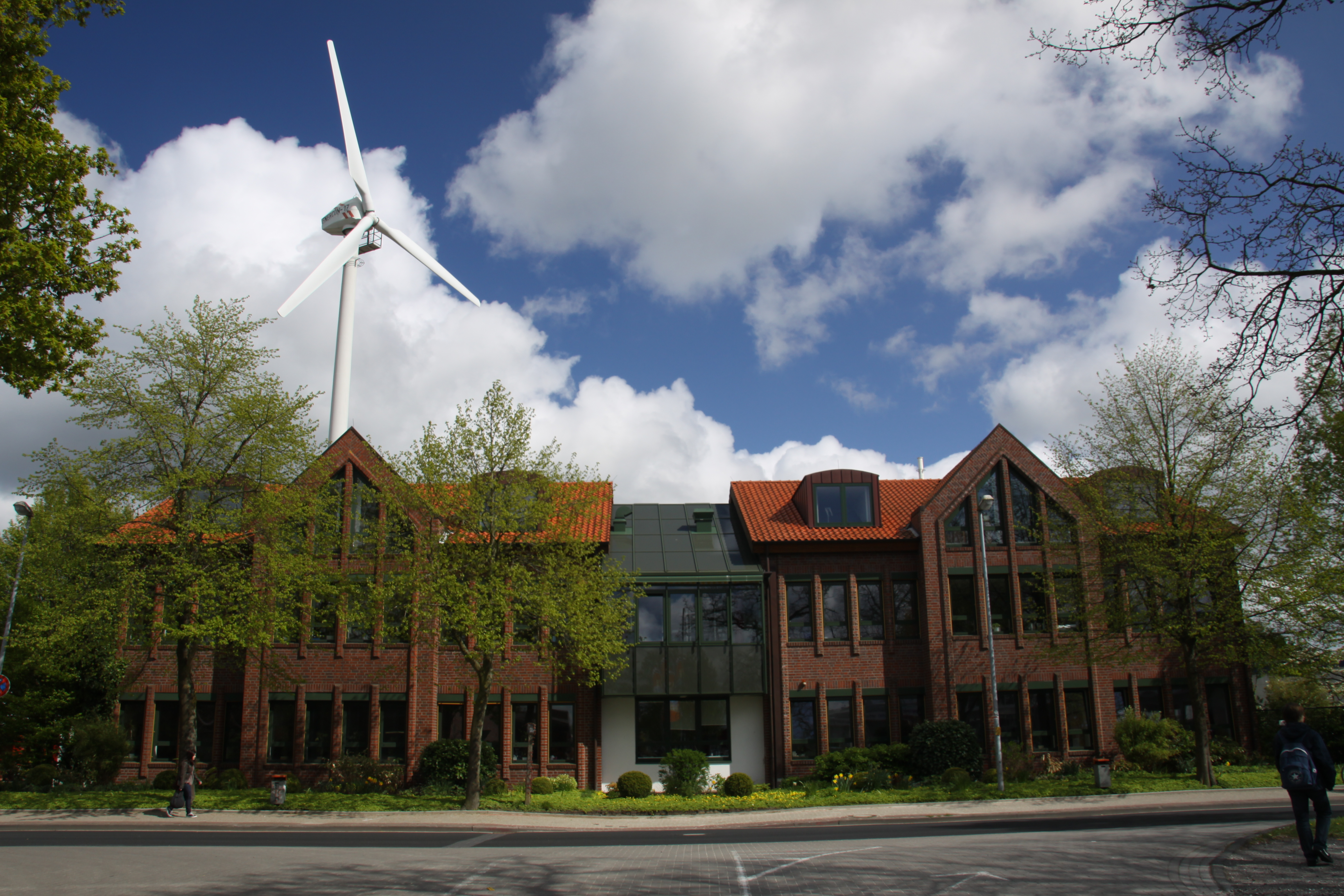
Seu d'Enercon

A més de serveis administratius, des de la fi de la Segona Guerra Mundial, la ciutat va industrialitzar-se. En l'actualitat, la fàbrica d'aerogeneradors d'Enercon és el principal empleador industrial. El turisme creix, per la proximitat de la costa, les reserves naturals i el patrimoni.
Es troba al canal Ems-Jade que connecta el riu Ems amb la badia de Jade a Wilhelmshaven, canal que avui en dia només serveix per al desguàs, excepte un curt tram prop de Wilhelmshaven que queda navegable. Altres cursos d'aigua són l'Abelitz-Moordorf-Kanal, el Ring-Kanaal i la Sandhorster Ehe. Des del 1967 quan la línia Leer-Wittmund va tancar ja no té connexió ferroviària i no té cap connexió amb la xarxa d'autopistes.

## Història

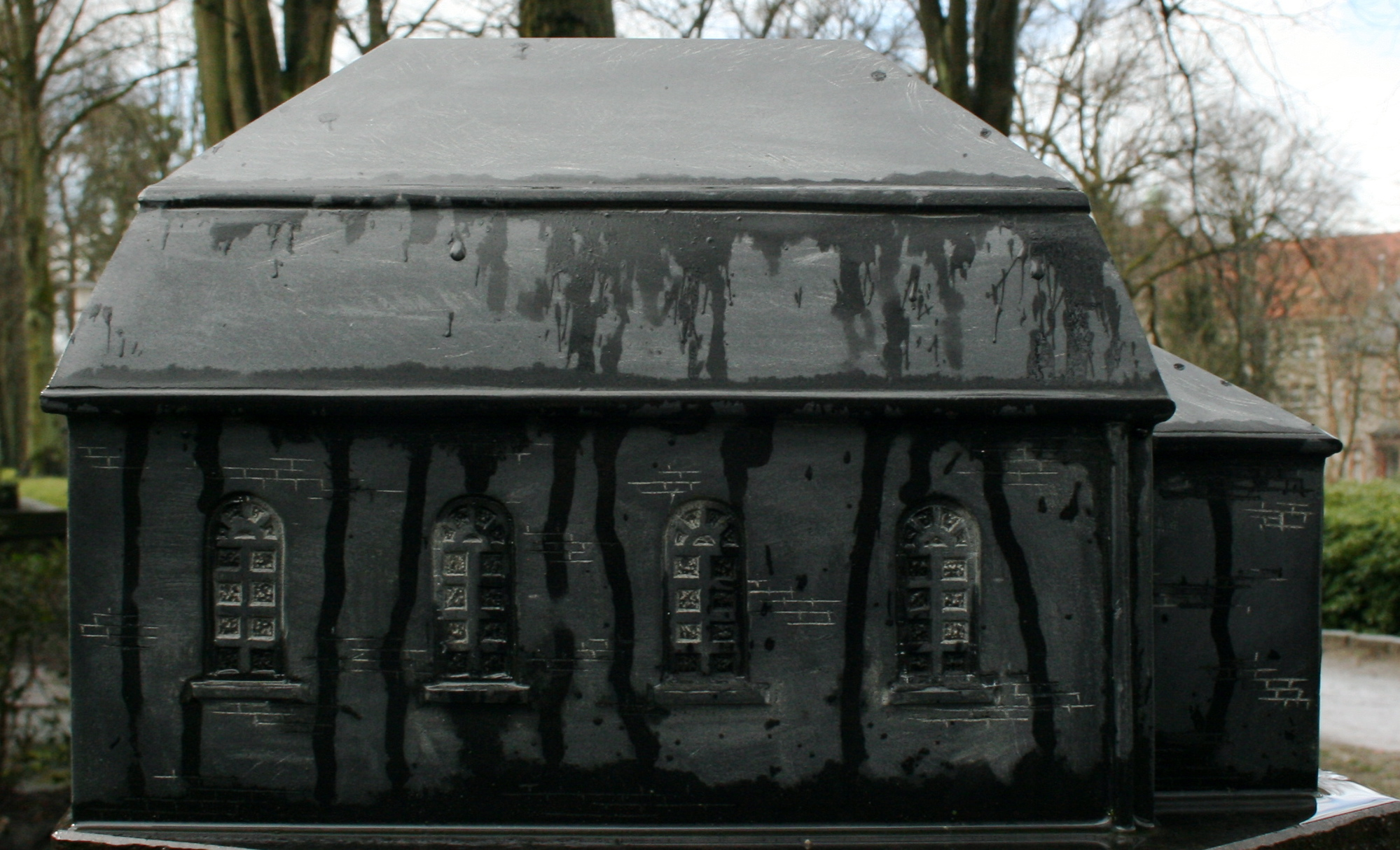
Monument a la sinagoga incendiada pels nazis

El primer esment escrit de la ciutat Aurechove data del 1276, el nucli central va créixer a l'entorn de l'església de Llambert de Lieja, fundada pel comte Maurici I d'Oldenburg. Els primers artefactes humans retrobats daten del segle ix. L'edat mitjana va ser impregnat pels conflictes entre els «capitosts», els caps tradicionalment elegits de Frísia oriental, que es van transformar en dinastia amb la nissaga dels Cirksena. Quan el comte Carl Edzard Cirksena va morir sense descendents, el 1744 Prússia va ocupar i annexionar la ciutat i el comtat. Durant l'ocupació francesa (1799-1814) va ser capital del Departament Ems Oriental. Després del Congrés de Viena va passar al Regne de Hannover fins que després de la Guerra Austroprussiana va tornar a Prússia el 1866. La principal activitat de la ciutat era l'administració i el comerç ramader. El 1932, el partit nazi va obtenir 44,2% dels vots. La meitat de la comunitat jueva que comptava amb uns quatre cents persones va ser exterminat i els altres van emigrar per tot el món. La sinagoga va ser incendiada i mai reconstruïda.
L'1 de juliol del 1972 els municipis Brockzetel, Dietrichsfeld, Egels, Extum, Georgsfeld, Haxtum, Kirchdorf, Langefeld, Middels, Pfalzdorf, Plaggenburg, Popens, Rahe, Sandhorst, Schirum, Spekendorf, Tannenhausen, Walle, Wallinghausen i Wiesens van fusionar amb la ciutat.

## Llocs d'interés
- El nucli antic
- Museu històric d'Aurich
- Molí Stiftsmühle
- Església de Sant Llambert
- Casa Pingelhus
- La torre Sous-Turm
- El castell d'Aurich
- Les reserves naturals del Kollrunger Moor, Berumerfehner-Meerhusener Moor (1726 ha), del bosc Egelser Wald (871 ha) i Ihlower Forst i vall del Krumme Tief (833 ha)
- La muralla Auricher Wall

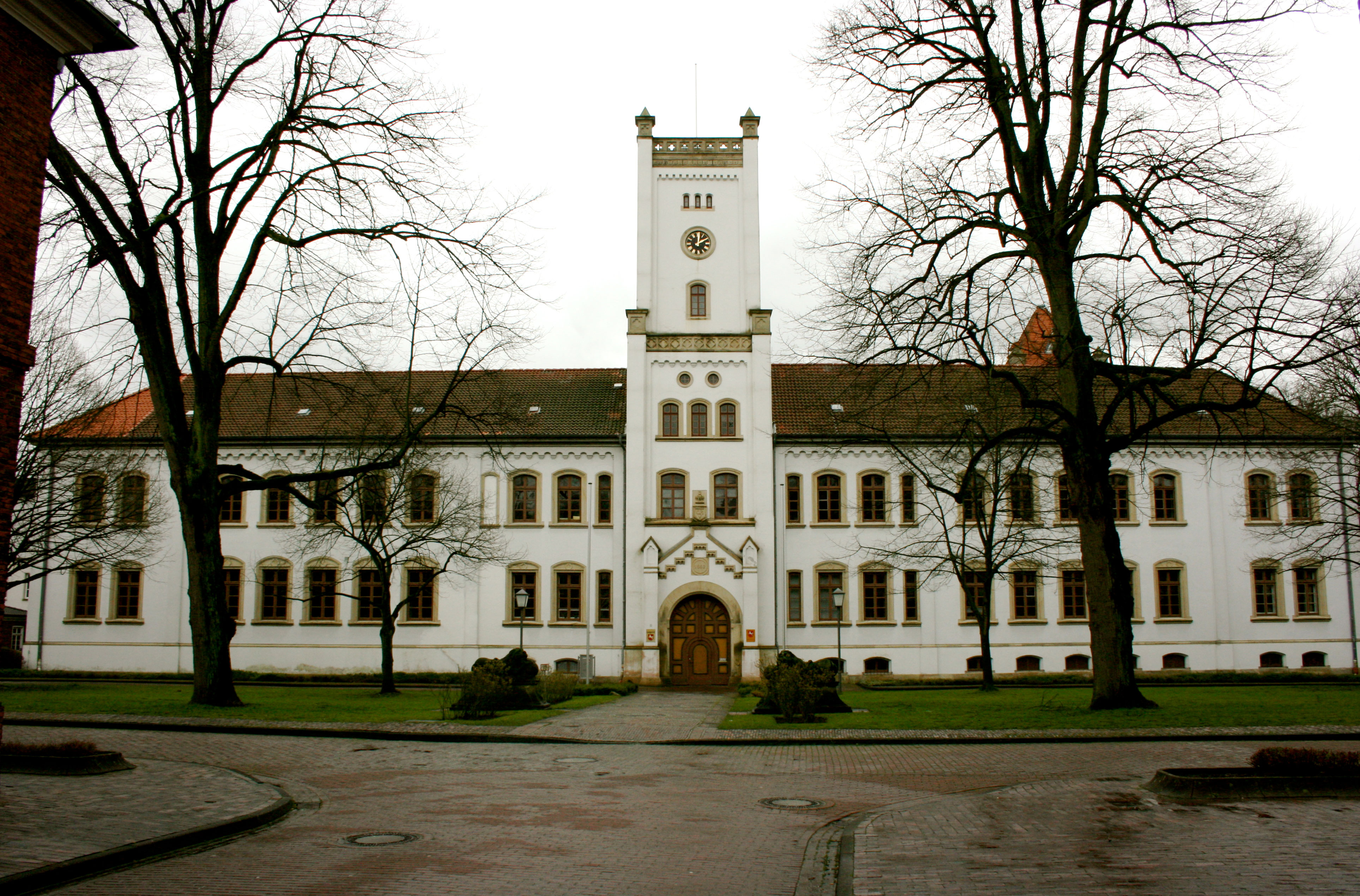
Castell «Auricher Schloss»
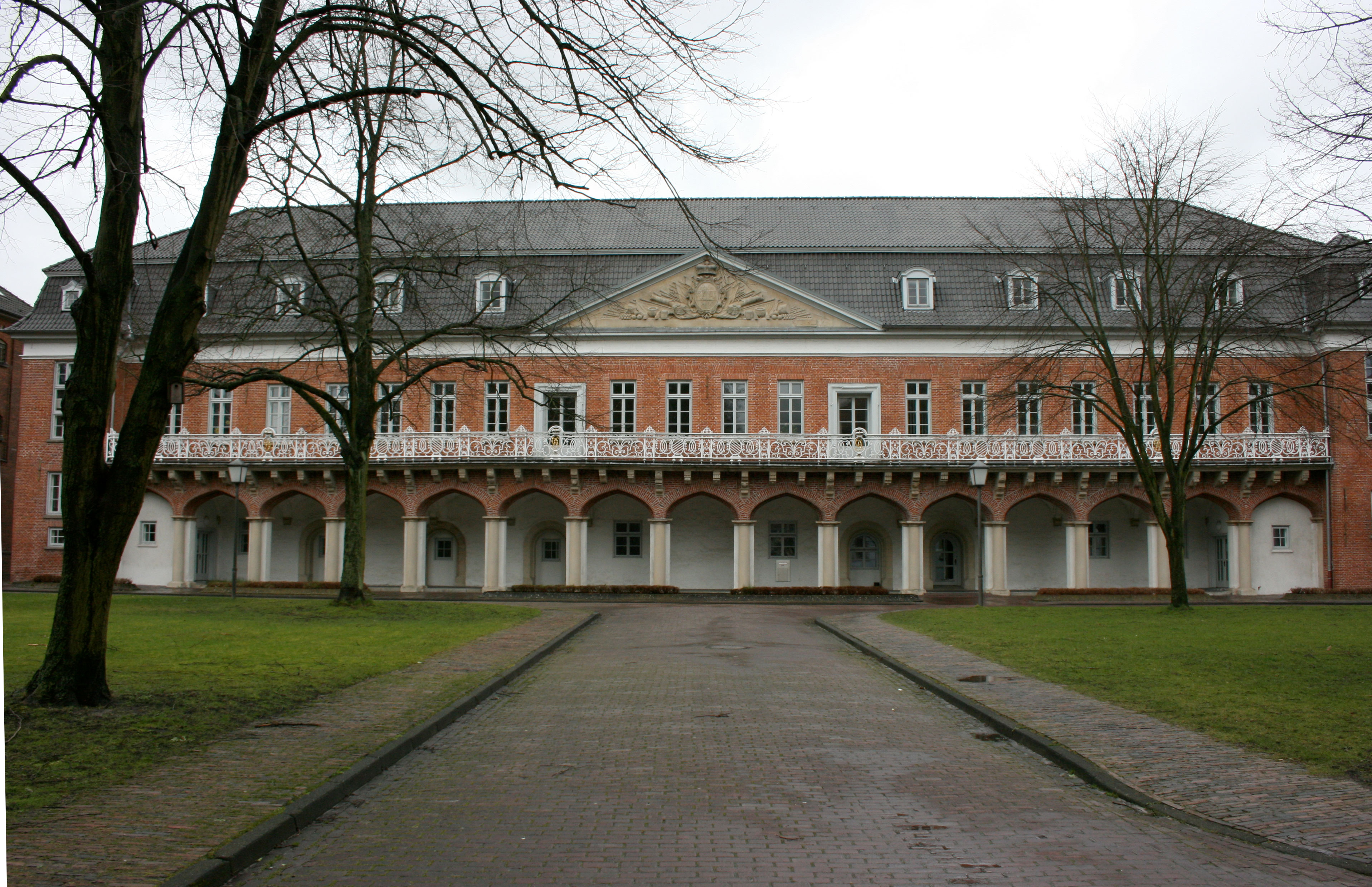
Cavallerissa del castell
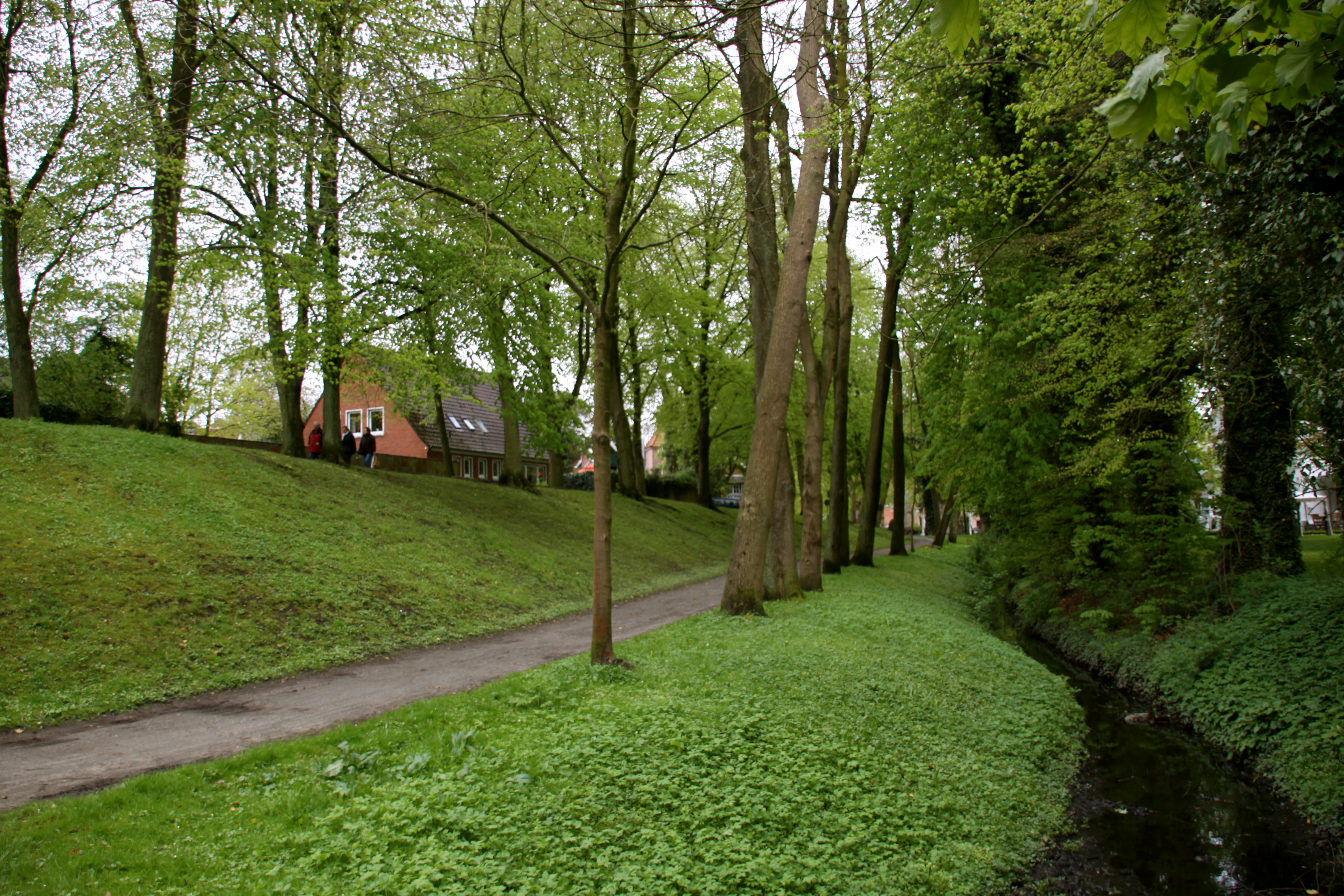
Passeig a les antigues muralles
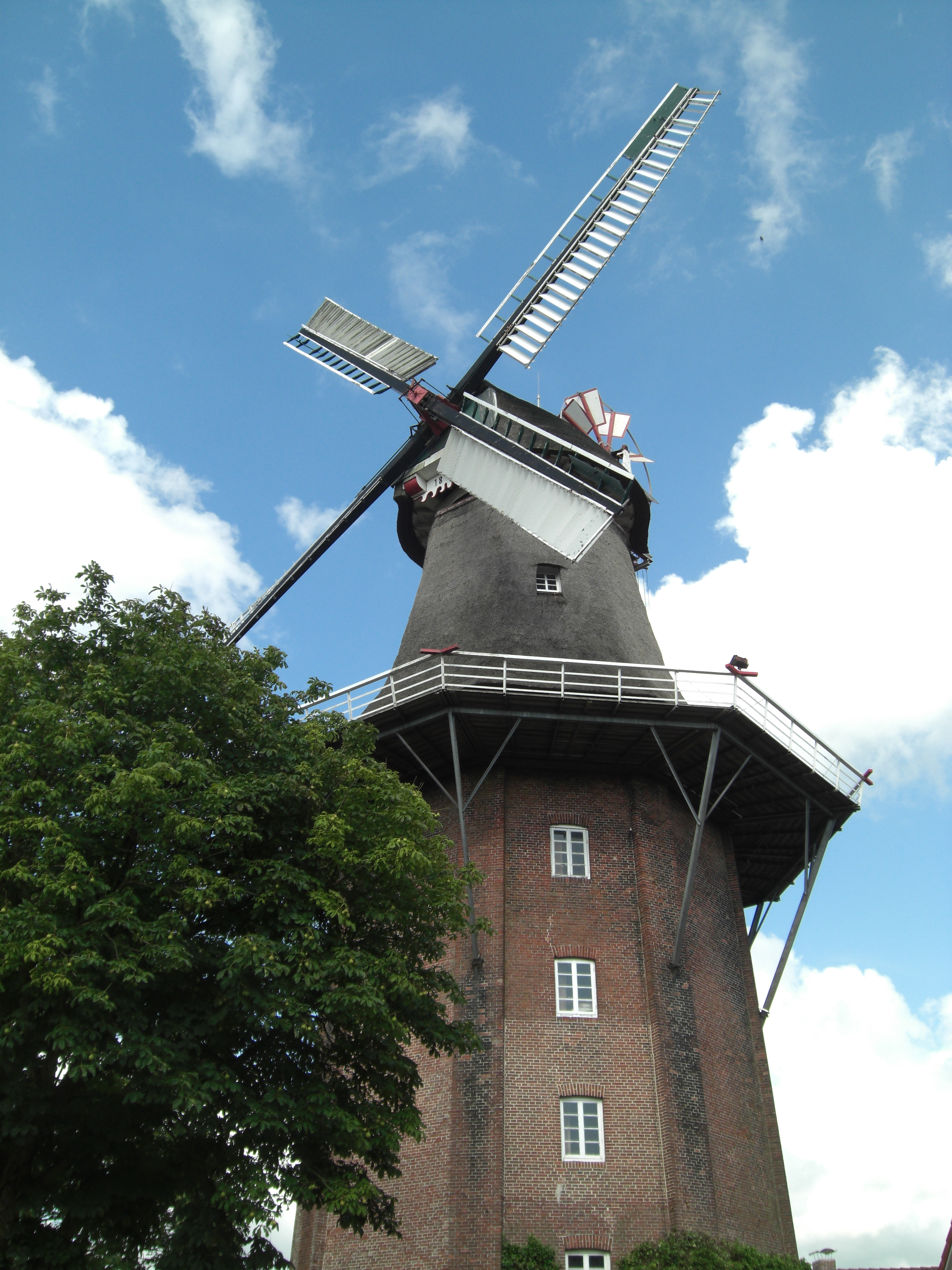
El molí «Stiftsmühle»

## Persones
- Karl Heinrich Ulrichs (1825-1895), jurista, llatinista, activista gai
- Rudolf Eucken (1846–1926), filòsof, Premi Nobel de Literatura de 1908
- Walter Eucken (1891-1950), economista, fill de Rudolf Eucken
- Siegfried Haag (1945), advocat i activista polític, militant de la RAF
- Uwe Rosenberg (1970), dissenyador de jocs de taula